# Solymosiláz
Solymosiláz (románul: Laz-Șoimuș) falu Romániában, Hargita megyében.

## Története
Szentábrahám része. 1956-ig adatai a községéhez voltak számítva. A trianoni békeszerződés előtt Udvarhely vármegye Székelykeresztúri járásához tartozott.

## Népessége
2002-ben 43 magyar lakta.

## Vallások
Lakói közül 4-en római katolikusok, 10-en reformátusok és 29-en unitáriusok.